# Cellulózrost

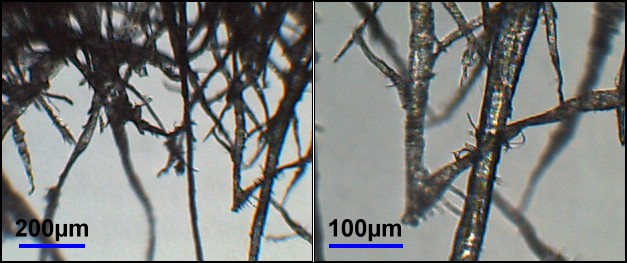
Cellulózrostok mikroszkopikus felvételen

A cellulózrost többek között cellulózból felépülő, a hosszához képest elhanyagolható keresztmetszetű növényi sejt, amely kuszálódásra, nemezelődésre, ezáltal lapképzésre alkalmas.

## Előállítás
A cellulózrost előállítása cellulózgyárakban történik, az alapanyag mechanikai, kémiai és termikus megmunkálása révén. Alapanyagai lehetnek fás szárúak és egynyári növények egyaránt. 

## Ipari felhasználás
A cellulózrostot elsősorban a papíripar használja fel, abból nemezeléssel és víztelenítéssel papírt készít. 